# Vladimir Jelizarov
Vladimir Mikolajevič Jelizarov (rusko Владимир Николаевич Елизаров), ruski hokejist, * 22. julij 1925, Moskva, Rusija, † 1999, Rusija.
Jelizarov je v sovjetski ligi igral za kluba CSKA Moskva in Lokomotiv Moskva, skupno na 120-ih prvenstvenih tekmah, na katerih je dosegel 82 golov. Za sovjetsko reprezentanco je nastopil na enem svetovnem prvenstvu, na katerem je osvojil srebrno medaljo. Za reprezentanco je nastopil na osemnajstih tekmah, na kateri je dosegel dvanajst golov.

## Pregled hokejske kariere
Odebeljeno - reprezentančni nastopi, glej tudi Statistika pri hokeju na ledu.
| Moštvo          | Liga                 | Sezona |    | Redni del | Redni del | Redni del | Redni del | Redni del | Redni del |   | Končnica | Končnica | Končnica | Končnica | Končnica | Končnica |
| --------------- | -------------------- | ------ | -- | --------- | --------- | --------- | --------- | --------- | --------- | - | -------- | -------- | -------- | -------- | -------- | -------- |
| Moštvo          | Liga                 | Sezona | OT | G         | P         | T         | +/-       | KM        | OT        | G | P        | T        | +/-      | KM       |          |          |
| Sovjetska zveza | Svetovno prvenstvo A | 58     |    | 7         | 6         | 5         | 11        |           | 0         |   |          |          |          |          |          |          |
| Skupaj          |                      |        |    | 7         | 6         | 5         | 11        |           | 0         |   |          |          |          |          |          |          |